# Bahnstrecke Studénka–Bílovec
| |                      |                                          |                                          |
| Kursbuchstrecke (SŽ): | 279                  |                                          |                                          |
| Streckenlänge: | 7,430 km             |                                          |                                          |
| Spurweite: | 1435 mm (Normalspur) |                                          |                                          |
| Streckenklasse: | C3                   |                                          |                                          |
| Maximale Neigung: | 18 ‰                 |                                          |                                          |
| Streckengeschwindigkeit: | 50 km/h              |                                          |                                          |
| |                      |                                          |                                          |
| \| \| \| von Veřovice (vorm. SgSgEB) \| \| \| \| \| von Břeclav (vorm. KFNB) \| \| \| \| 0,000 \| Studénka früher Stauding \| Studénka früher Stauding \| \| \| \| nach Petrovice u Karviné (vorm. KFNB) \| \| \| \| 1,273 \| Studénka město \| Studénka město \| \| \| \| Dálnice D1 \| \| \| \| 6,018 \| Velké Albrechtice früher Groß Olbersdorf \| Velké Albrechtice früher Groß Olbersdorf \| \| \| 7,430 \| Bílovec früher Wagstadt \| Bílovec früher Wagstadt \| |                      |                                          |                                          |
| Strecke |                      | von Veřovice (vorm. SgSgEB)              | von Veřovice (vorm. SgSgEB)              |
| Abzweig geradeaus und von links |                      | von Břeclav (vorm. KFNB)                 | von Břeclav (vorm. KFNB)                 |
| Bahnhof | 0,000                | Studénka früher Stauding                 | Studénka früher Stauding                 |
| Abzweig geradeaus und nach rechts |                      | nach Petrovice u Karviné (vorm. KFNB)    | nach Petrovice u Karviné (vorm. KFNB)    |
| Haltepunkt / Haltestelle | 1,273                | Studénka město                           | Studénka město                           |
| Strecke mit Straßenbrücke |                      | Dálnice D1                               | Dálnice D1                               |
| Haltepunkt / Haltestelle | 6,018                | Velké Albrechtice früher Groß Olbersdorf | Velké Albrechtice früher Groß Olbersdorf |
| Kopfbahnhof Streckenende | 7,430                | Bílovec früher Wagstadt                  | Bílovec früher Wagstadt                  |

Die Bahnstrecke Studénka–Bílovec ist eine regionale Eisenbahnverbindung in Tschechien, die ursprünglich von der k.k. priv. Kaiser Ferdinands-Nordbahn (KFNB) als Lokalbahn Stauding–Wagstadt erbaut und betrieben wurde. Sie verläuft von Studénka (Stauding) nach Bílovec (Wagstadt).
Nach einem Erlass der tschechischen Regierung ist die Strecke seit dem 20. Dezember 1995 als regionale Bahn („regionální dráha“) klassifiziert.

## Geschichte
Die Konzession für die Lokalbahn Stauding–Wagstadt erhielt die KFNB am 23. Juli 1889. Teil der Konzession war die Verpflichtung, die Strecke bis zum 30. Oktober 1890 fertigzustellen und „dem öffentlichen Verkehre zu übergeben“. Ausgestellt war die Konzession bis zum 31. Dezember 1975. Eröffnet wurde die Strecke am 1. Oktober 1890. Den Betrieb führte die KFNB selbst aus.
Nach der Verstaatlichung der KFNB am 1. Jänner 1906 gehörte die Strecke zum Netz der k.k. Staatsbahnen (kkStB). Ab 1. Jänner 1907 übernahmen die kkStB auch die Betriebsführung. Im Jahr 1912 wies der Fahrplan der Lokalbahn fünf gemischte Zugpaare 2. und 3. Klasse aus. Sie benötigten für die acht Kilometer lange Strecke etwas mehr als eine halbe Stunde.

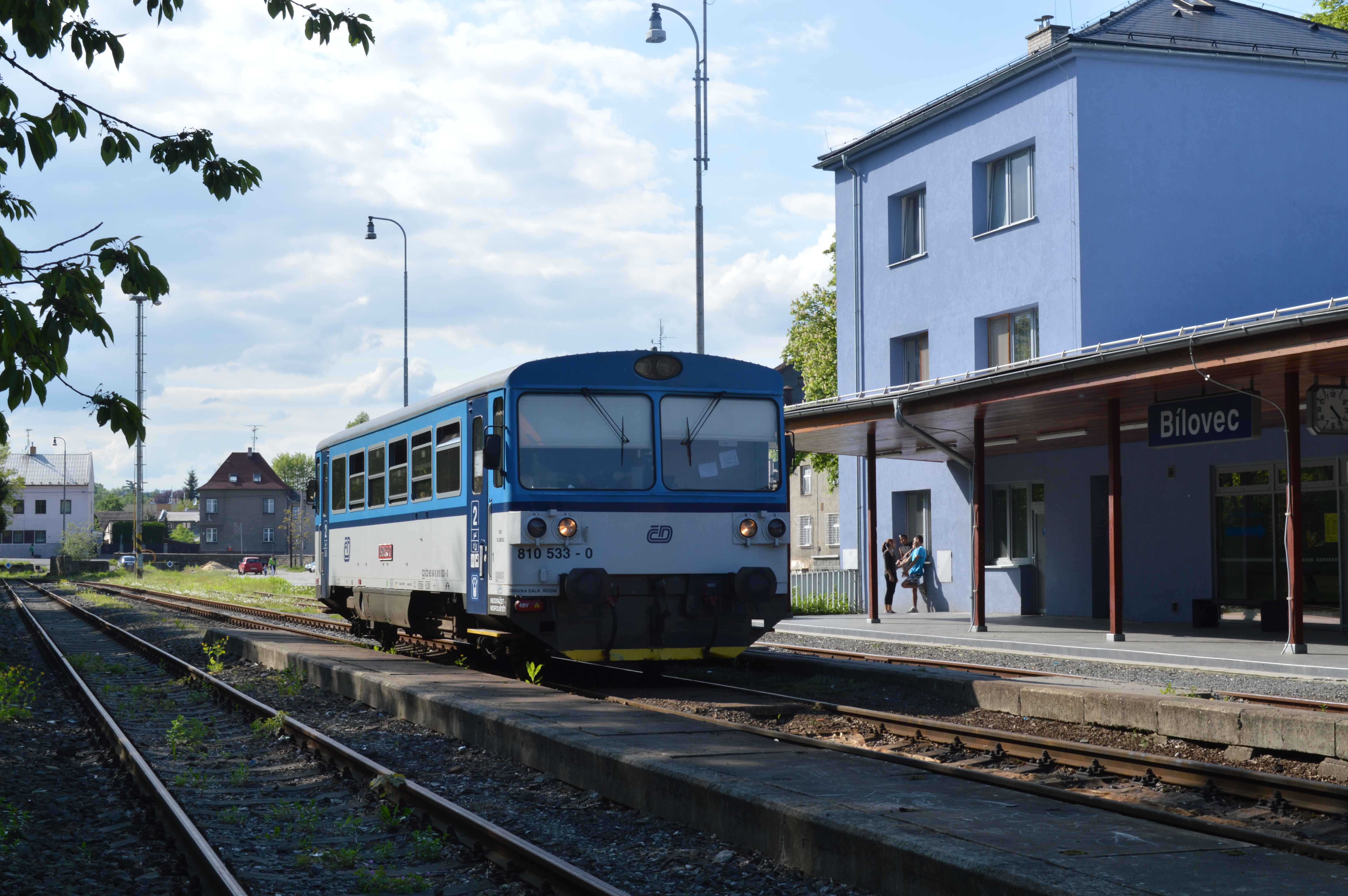
Bahnhof Bílovec (2013)

Nach dem Ersten Weltkrieg kam die Strecke zu den neu gegründeten Tschechoslowakischen Staatsbahnen (ČSD). Der Winterfahrplan von 1937/38 verzeichnete sieben Personenzugpaare 3. Klasse.
Nach der Angliederung des Sudetengebietes an Deutschland im Herbst 1938 kam die Strecke zur Deutschen Reichsbahn, Reichsbahndirektion Oppeln. Im Reichskursbuch war die Verbindung nun als Kursbuchstrecke 151g Stauding–Wagstadt enthalten. Nach dem Ende des Zweiten Weltkriegs kam die Strecke wieder vollständig zu den ČSD.
Am 1. Januar 1993 ging die Strecke infolge der Auflösung der Tschechoslowakei an die neu gegründeten České dráhy (ČD) über. Seit 2003 gehört sie zum Netz des staatlichen Infrastrukturbetreibers Správa železniční dopravní cesty (SŽDC).
Im Fahrplan 2012 wurde die Strecke im Einstundentakt (mit Taktlücken am Vormittag) von Personenzügen bedient.